# Captrain
Captrain is het Europese netwerk van de Franse spoorvervoerder SNCF voor het internationale goederenverkeer en is een dochter van Rail Logistics Europe (SNCF). Het is actief in 12 Europese landen: België, Nederland, Duitsland, Zwitserland, Oostenrijk, Tsjechië, Roemenië, Polen, Denemarken, Zweden, Italië en Spanje.

## Nederland
Captrain Nederland B.V. is een spoorwegonderneming in Nederland die zich richt op goederenvervoer en is het voormalige Veolia Cargo Nederland B.V..
Het was een dochteronderneming van SNCF tot het in mei 2024 verkocht werd aan Rail Cargo Group van de ÖBB.

## België
Railtraxx is de dochteronderneming van SNCF die actief is in België. Historisch was er eerst SNCF Fret Benelux N.V., later Captrain België genoemd.
Na het verloren gaan van de Belgische spoorvergunning van Captrain België (40 werknemers), en een overname van, en fusie met het grotere Railtraxx in april 2019, gaat dit fusiebedrijf, als dochter van de SNCF, verder onder de naam Railtraxx, en heeft dan wekelijks 100 treinen in België, Duitsland en Nederland. 40 miljoen euro omzet en 120 werknemers.
Captrain Benelux N.V. is de overkoepelende spoorwegonderneming en is het voormalige ITL Benelux B.V.

## Vervoersactiviteiten

#### Intermodale treinen (Captrain Nederland)
- Rotterdam Waalhaven Zuid (RSC)- Ludwigshafen (KTL) (6x per week)
- Geleen (RTC)- Busto (Italië) (6x per week)
- Moerdijk (CCT)- Geleen (RTC)
- Rotterdam Waalhaven Zuid (RSC) - Melzo, Italië (6x per week) tot midden december 2022, hierna naar een andere vervoerder

#### Last/First mile voor intermodale treinen (Captrain Nederland)
- Geleen (RTC)- Venlo, daarna overname door ECCO Rail richting Wenen. (Ook wel "Wenen" of "TwentyOne")
- Geleen (RTC) - Venlo, daarna overname door Crossrail richting Padova (Ook wel de LKW walter trein of de "Padova")
- Moerdijk (CCT) - Lage Zwaluwe, overname door Lineas, richting Main Hub Antwerpen
- Moerdijk (CCT) - Lage Zwaluwe, overname door Lineas, richting Segrate, Italië
- Moerdijk (CCT) - Lage Zwaluwe, overname door RFO, naar Katy, Polen

#### Intermodale treinen (Captrain België)
- Antwerpen (Combinant)- Bettembourg (4x per week)
- Antwerpen (Combinant)- Perpignan (5x per week)
- Antwerpen (Combinant)- Hendaye (5x per week)
- Antwerpen (BASF)- Rheden Wetscheid (BASF) (1x per week)

#### Treinen met bulkgoederen (Captrain Nederland)
- Maasvlakte - Bottrop (kolen, 5x per week)
- Europoort (EECV) - Oberhausen West (Thyssen AG) (±6x per week)
- Maasvlakte (EMO) - Moers in opdracht van NIAG

#### Treinen met bulkgoederen (Captrain België, ook welRailtraxx
- Born (Enerco)- Avignon (kolen, 3x per week)

#### Chemische transporten (Captrain Nederland)
- Botlek (Koole) - Trecate (BP Italië) benzeen en soms FAME
- Vlaardingen Oost (Vopak) - Kijfhoek (overname door RFO) Biodiesel

Verder reed Captrain sinds januari 2016 ook 5 keer per week een autotrein vanuit Kolín / Trnava naar Zeebrugge en 2 keer per week een autotrein vanuit Kolín / Trnava naar Oosterhout. Naar Oosterhout wordt sporadisch gereden. Deze trein gaat bij Bad Bentheim de grens over en meestal overnacht de trein in Kijfhoek. Sinds oktober 2018 heeft Rail Force One het gedeelte tussen Bad Bentheim en Kijfhoek overgenomen. Het overige gedeelte van de trein rijdt nog met locomotieven van Captrain.

## Tractie
| Aanduiding | Type    | In dienst sinds | Leasemaatschappij                    | Opmerkingen                         | Terzijde/ In dienst |
| ---------- | ------- | --------------- | ------------------------------------ | ----------------------------------- | ------------------- |
| 6601       | CL66    | december 2008   | Beacon Rail                          | naar Railtraxx                      | onbekend            |
| 6603       | CL66    | december 2008   | Beacon Rail                          | Naar Railtraxx                      | onbekend            |
| 6605       | CL66    | mei 2010        | Beacon Rail                          | Naar Railtraxx                      | onbekend            |
| 6609       | CL66    | januari 2010    | Beacon Rail                          | Ook bekend als PB 05                | onbekend            |
| CB1000     | CL66    | november 2007   | Macquarie                            | Ook bekend als EU 06                | onbekend            |
| 101        | V100    | januari 2016    | -                                    | Captrain-kleurstelling              | in dienst           |
| 102        | V100    | oktober 2007    | -                                    | Captrain-kleurstelling              | in dienst           |
| 103        | V100    | juli 2016       | -                                    | Captrain-kleurstelling              | in dienst           |
| 104        | V100    | 2016            | -                                    | Captrain-kleurstelling              | in dienst           |
| 1618       | BB 1600 | februari 2017   | Jacko Fijn Techniek/RailRollingStock | Volledig in Raillogix-kleurstelling | Terzijde            |
| 1619       | BB 1600 | januari 2016    | Jacko Fijn Techniek/RailRollingStock | Volledig in Raillogix-kleurstelling | Terzijde            |
| 1621       | BB 1600 |                 | -                                    | Captrain kleurstelling              | terzijde            |
| 186 151    | TRAXX   | juni 2018       | -                                    | Captrain-kleurstelling              | in dienst           |
| 186 152    | TRAXX   | juni 2018       | -                                    | Captrain-kleurstelling              | in dienst           |
| 186 153    | TRAXX   | juni 2018       | -                                    | Captrain-kleurstelling              | in dienst           |
| 186 154    | TRAXX   | juni 2018       | -                                    | Captrain-kleurstelling              | in dienst           |
| 186 155    | TRAXX   | juni 2018       | -                                    | Captrain-kleurstelling              | in dienst           |
| 186 156    | TRAXX   | juli 2018       | -                                    | Captrain-kleurstelling              | in dienst           |
| 186 459    | TRAXX   | februari 2016   | Railpool                             | niet meer in dienst bij captrain    | onbekend            |
| 189 096    | ES64F4  | juni 2018       | MRCE                                 | niet meer in dienst bij captrain    | onbekend            |
| 1375       | G1206   |                 |                                      | Captrain groen zonder logo's        | in dienst           |
| 1506       | G1206   |                 | Alpha trains                         | geel-blauw zonder logo's            | in dienst           |
| 1507       | G1206   |                 | Alpha trains                         | geel-blauw zonder logo's            | in dienst           |
| 1796       | G1206   |                 | Alpha trains                         | geel-groen zonder logo's            | in dienst           |

De indienststelling is geteld vanaf het moment dat de locomotief onafgebroken gehuurd is, ook al voor de oprichting van CT.
De locomotieven 6601-6609 zijn van Railtraxx, de 186'ers en V100en zijn van Captrain Nederland 

## Spotvervoer
- Door een lage waterstand in het voorjaar van 2010 reed CT Nederland 8 ketelwagentreinen Amsterdam Westhaven - Speyer